# Faroa
Faroa é um género botânico pertencente à família Gentianaceae.